# رصينة (اسم)
رصينة هو اسم علم مؤنث من أصل عربي، ومعناه هو الدراسة الإدراك الفهم السعي.

## وصلات خارجية
- موسوعة السلطان قابوس لأسماء العرب نسخة محفوظة 5 أبريل 2019 على موقع واي باك مشين.